# Тёмные воды (фильм, 1944)
«Тёмные воды» (англ. Dark Waters) — готический нуаровый триллер режиссёра Андре Де Тота, вышедший на экраны в 1944 году.
В основу фильма положен одноимённый роман газеты «Сатардей ивнинг пост», авторами которого являются Фрэнсис и Мэриэн Кокрелл. В работе над сценарием принимала участие Джоан Харрисон, известная как сценаристка фильмов Альфреда Хичкока «Ребекка» (1940), «Иностранный корреспондент» (1940), «Подозрение» (1941) и «Диверсант» (1942).
Фильм относится к субжанрам фильма нуар «девушка в опасности» и «готический триллер», к которым также принадлежат такие фильмы, как «Ребекка» (1940) и «Подозрение» (1941), «Газовый свет» (1944) Джорджа Кьюкора, «Меня зовут Джулия Росс» (1945) Джозефа Х. Льюиса и «Тайна за дверью» (1948) Фритца Ланга. В плане сюжета, места действия и основных действующих лиц фильм имеет определённое сходство с более поздним образцом «южной готики», психологически триллером Роберта Олдрича «Тише, тише, милая Шарлотта» (1964).

## Сюжет
Действие происходит в годы Второй мировой войны. Лесли Калвин (Мерл Оберон) вместе со своими богатыми родителями совершает путешествие на корабле из Батавии в Америку. Корабль попадает в катастрофу, в которой выживают только четверо пассажиров, среди них Лесли…
Страдая от психологического шока и кошмаров, вызванных кораблекрушением, Лесли проходит процесс восстановления в больнице Нового Орлеана. Незадолго до выписки она пишет письмо своей единственной оставшейся в живых родственнице, тёте по линии матери Эмили Ламонт, которую никогда в жизни не видела. Эмили присылает ответ из городка Беллевиль, штат Луизиана, объясняя, что она вместе с мужем Норбертом живёт там на старой плантации, и приглашает Лесли пожить вместе с ними.
Лесли добирается на поезде до Беллевиля, но на вокзале её никто не встречает, а служащий на вокзале говорит, что поместье ему известно, однако о Ламонтах он ничего не слышал. Лесли остаётся ждать, однако после нескольких часов, проведённых на южном зное, ей становится плохо, и она теряет сознание. Вызванный местный врач, доктор Джордж Гровер (Франшо Тоун) помогает ей прийти в себя, а затем приглашает в свой кабинет для небольшого обследования и отдыха. В кабинете доктора Гровера Лесли рассказывает ему о периодических кошмарах, связанных с кораблекрушением и спасением. Сочувствуя попавшей в сложное положение Лесли, Джордж решает отвезти её на плантацию на своей машине. Проехав сквозь густой субтропический лес, они оказываются у большого старого дома. На встречу им выходит полный мужчина в белом костюме. Он представляется как гость семьи мистер Сидни (Томас Митчелл). Вскоре из дома появляется тётя Эмили (Фэй Бейнтер), которая рада встрече, но утверждает, что не получала от Лесли никакой телеграммы, сообщающей о её приезде. Лесли знакомится также с дядей Норбертом (Джон Куолен), который всё время молчит и практически не выходит из своего кабинета, работая над книгой.
Перед возвращением в город Джордж предупреждает Сидни, что Лесли находится в тяжёлом психическом состоянии и страдает кошмарами, и надо создать условия, которые ни в коем случае не напоминали бы ей о случившейся с ней трагедией. Вернувшись в дом, Сидни тайно извлекает из кармана телеграмму от Лесли и выбрасывает её в корзину для мусора. Тем временем Эмили показывает Лесли её комнату. Тётя заметно суетится и сильно волнуется, она передаёт Лесли портрет её матери. Женщины обнимаются, но затем тётя Эмили резко отстраняется от Лесли и торопливо выходит из комнаты. Вечером за ужином Сидни ведёт себя в доме как хозяин. Лесли знакомится со смотрителем усадьбы Кливом (Элиша Кук-младший). Вопреки требованиям врача, Сидни и Клив уговаривают Лесли рассказать о кораблекрушении, в котором погибли её родители. От нахлынувших воспоминаний у Лесли начинается истерика, и она убегает из-за стола.
На следующее утро Сидни и Клив приглашают Лесли на ознакомительную прогулку по плантации. Они организуют маршрут таким образом, чтобы он проходил по узкому опасному выступу вдоль заболоченной заводи. Глядя на тёмную, застоявшуюся воду в водоёме, Лесли испытывает страх, однако Клив настаивает на том, чтобы продолжить ознакомление с плантацией, проехавшись на моторной лодке по байу (местным речным протокам). В этот момент появляется Джордж, который предлагает ей совершить путешествие на его автомобиле по окрестностям. Джордж привозит Лесли в гости к живущей по соседству многодетной небогатой семье Будро, которая приглашает их остаться на обед. Лесли весело проводит время с детьми, и её настроение улучшается. Тем же вечером после ужина Сидни и Ламонты ведут Лесли в кинотеатр, где сначала они смотрят комедию. Однако затем начинается хроникальный фильм о затоплении корабля немецкой подводной лодкой. Увидев первые кадры, Лесли нервно вскакивает и выбегает из зала. Ночью Лесли просыпается от грохота ударов, и вскрикивает от страха, но пришедшая тётя Эмили закрывает бьющиеся оконные створки и успокаивает её.
На следующее утро, когда Лесли загорает в саду, неожиданно из-за кустов в ней выходит крупный темнокожий мужчина Пирсон Джексон (Рекс Ингрэм), который просит её о помощи. Он рассказывает, что проработал на этой плантации в течение двенадцати лет, но когда приехали Ламонты, Клив уволил его. Пирсон считает их плохими людьми и советует Лесли быть с ними поосторожней. Увидев Клива, Пирсон скрывается в кустах. Днём к Лесли приходит Сидни, говоря, что с учётом её душевного состояния дядя Норберт подумал, что ей было бы неплохо пригласить квалифицированного психиатра. Вскоре приезжает Джордж, который приглашает Лесли на местный праздник с танцами. Сидни не хочет её отпускать, однако Лесли утверждает, что чувствует себя нормально и очень хочет поехать.
Лесли весело проводит время в местном сельском клубе, где с удовольствием танцует. Лесли рассказывает Джорджу, что будучи девочкой она часто танцевала для своей мамы, которая очень любила танцы, но была инвалидом и не могла ходить. По возвращении домой Джордж целует Лесли и делает ей предложение. Но Лесли убегает от него в дом со словами, что они больше никогда не будут встречаться. Взволнованная Лесли по секрету рассказывает об этом своей тёте, говоря, что не сможет выйти замуж, так как страдает от галлюцинаций и кошмаров, и, возможно, сходит с ума. Лесли говорит, что не может с ним встречаться, когда её папа и мама под водой, и убегает в свою комнату. Она ложится спать, однако услышав в ночи голос, повторяющий её имя, выходит на улицу на этот зов. В темноте у воды она натыкается на Пирсона, который также слышал голос и предупреждает её, что её выманили из дома специально. Испуганная Лесли возвращается в дом и звонит Джорджу, но тот не подходит к телефону, так как уехал на вызов к пациенту. Оставив Джорджу сообщение, Лесли идёт к Эмили. Тётя рассказывает, что Сидни — это старый друг их семьи, который хорошо разбирается в финансах и помогает дяде вести дела. Лесли сомневается, можно ли доверять ему и Кливу. Ей кажется, что они намеренно пытаются довести её до сумасшествия. Затем, когда Эмили начинает рассказывать о матери Лесли и о том, как та любила танцевать и как хорошо танцевала, Лесли догадывается, что тётя Эмили никогда не видела её мать-инвалида, и следовательно не та, за кого себя выдаёт. Лесли ещё раз тайком пытается дозвониться Джорджу, но его нет на месте.
На следующий день Пирсон подходит к отдыхающей Лесли и предупреждает её о том, что она в опасности, и что её тётя и дядя являются самозванцами. Он предлагает ей встретиться вечером около заводи, где обещает ей обо всём рассказать. Когда Лесли приходит на встречу, она видит плавающее в воде тело мёртвого Пирсона. Лесли решает немедленно бежать на станцию и уехать из Бельвилля. Однако когда она выходит из своей комнаты, её замечает Эмили, приглашая к себе. Через некоторое время Лесли делает ещё одну попытку сбежать. Однако, увидев перед домом людей, возвращается в свою комнату и ложится спать.
На следующее утро за завтраком Лесли видит, как Сидни командует Эмили и Норбертом. В этот момент звонит Джордж, и Лесли настаивает на том, чтобы он немедленно приехал. После её звонка Клив быстро собирается и уезжает в город. Когда Джордж приезжает, Лесли тайком сообщает ему об убийстве Пирсона, и утверждает, что её тётя и дядя являются самозванцами. Сидни из-за угла подслушивает их разговор. Выслушав Лесли, Джордж выписывает ей рецепт на успокаивающее средство и рекомендует немного поспать, а вечером обещает заехать снова. Отправив Лесли в её комнату, Джордж сообщает Сидни, что он уверен в том, что Лесли страдает от галлюцинаций и видений, и организует ей приём у психиатра. Вернувшись в свою комнату, Лесли в отчаянии чувствует, что осталась в одиночестве наедине со своими недоброжелателями. Она смотрит в рецепт, который ей выписал Джордж, и видит, что это записка. В записке Джордж пишет, что он ей верит, что их подслушивают, что сейчас бежать вместе слишком опасно, и что вскоре он вернётся с помощью. Джордж и Сидни выходят из дома, обсуждая состояние Лесли. Сидни просит Джорджа подвезти его до города.
Вечером в гостиной Сидни разговаривает с Норбертом, называя его Пинки, и с Эмили, называя её Мэй. Мэй говорит, что не хочет никакой беды для Лесли, и вместе с Пинки они настаивают на том, что не хотят участвовать ни в каких убийствах. Далее они просят Сидни расплатиться с ними и отпустить их. В ответ Сидни напоминает им о том, что они замешаны в убийстве Ламонтов. На их утверждения, что они ничего не делали, Сидни говорит, что они все вместе погрязли в этом деле, и им не оправдаться. Затем Сидни просит привезти к нему Лесли.
Тем временем пьяный Клив у затона удерживает связанного Джорджа. Из их разговора выясняется, что Клив и Сидни напали на Джорджа по дороге в город, избили и связали его. Далее Клив говорит Джорджу, что в своё время они утопили в этих водах настоящих Ламонтов, и даёт понять, что его и Лесли ожидает та же участь. Джордж начинает провоцировать Клива, утверждая, что тот делает всю грязную работу, а не способный на убийство Сидни присвоил себе всю власть. Вскоре к ним приходит Сидни вместе с Лесли. Сидни запрещает Кливу пить и выбрасывает бутылку. Джордж обвиняет Сидни в убийствах. Затем Сидни демонстрирует граммофон, с помощью которого по ночам вызывал Лесли, прокручивая пластинку с записью её имени. Сидни рассказывает, что он придумал план доведения Лесли до сумасшествия и завладения её богатым наследством в 300 тысяч долларов. Джордж снова провоцирует Клива, говоря, что поскольку на совести Сидни будет уже пять убийств, он потом также спокойно убьёт и Клива как ненужного свидетеля. Сидни приказывает Кливу посадить Джорджа и Лесли в моторную лодку. Когда они плывут в глубь байу, Сидни приказывает Кливу убить Джорджа и Лесли. Однако разозлённый на Сидни Клив отказывается ему подчиниться, и между ними возникает потасовка.
В возникшей суете лодка пристаёт к берегу, Лесли и Джордж выпрыгивают на берег и прячутся в зарослях морских лилий. Сидни стреляет в их сторону, но в темноте не видит их и не попадает. Сидни и Клив на лодке бросаются на розыск беглецов. Лесли и Джорджу приходится нырять, чтобы скрыться от наблюдения, затем они выбираются на берег и убегают в заросли. У Клива не выдерживают нервы. Он срывается с места и несётся вперёд, не разбирая дороги и стреляя в разные стороны. В итоге он попадает в болото, и его начинает быстро засасывать. Джордж кричит, что может его спасти, если Сидни выбросит оружие. Однако тот отказывается, и Клив уходит под воду. Джордж снова обращается к Сидни, утверждая, что тот никогда без его помощи не выберется из места, в котором они оказались. Он снова предлагает Сидни выбросить оружие в обмен на спасение его жизни. Сидни бросает пистолет, Джордж его подбирает, и они вместе идут к лодке. Они садятся в лодку, Лесли садится за руль, запускает двигатель и понимает, что её проблемы, наконец, позади.

## В ролях
- Мерл Оберон — Лесли Кэлвин
- Франшо Тоун — Доктор Джордж Гроувер
- Томас Митчелл — Мистер Сидни
- Фэй Бейнтер — Тётя Эмили
- Элиша Кук-младший — Клив
- Джон Куолен — Дядя Норберт
- Рекс Ингрэм — Пирсон Джексон

## Создатели фильма и исполнители главных ролей
Режиссёр венгерского происхождения Андре Де Тот во время Второй мировой войны перебрался из Европы в Голливуд, где вскоре стал одним из значимых режиссёров, специализируясь главным образом на жанровых картинах категории B. К числу его лучших работ относятся фильмы нуар «Западня» (1948) и «Волна преступности» (1954), военная драма «Не убежит никто» (1944), фильм ужасов «Дом восковых фигур» (1953) и вестерн «День преступника» (1959). В 1951 году как соавтор сценария вестерна «Стрелок» Де Тот был удостоен номинации на Оскар.
За главную роль в мелодраме «Тёмный ангел» (1935) актриса Мерл Оберон была номинирована на Оскар. В дальнейшем она сыграла в таких близких нуару фильмах, как мелодрама «Грозовой перевал» (1939), триллер о лондонском маньяке «Жилец» (1944) и послевоенный шпионский триллер «Берлинский экспресс» (1948). Франшо Тоун в 1930-е годы прославился многочисленными ролями в качестве партнёра таких звездных актрис, как Джоан Кроуфорд и Бетт Дейвис. К числу его наиболее значимых работ относятся историческая приключенческая драма «Мятеж на „Баунти“» (1935), за роль в который он получил номинацию на Оскар, антивоенная драма «Три товарища» (1938) по Эриху Мария Ремарку, а также фильм нуар «Леди-призрак» (1944). Томас Митчелл известен ролями второго плана в таких значимых фильмах американского кино, как утопическая драма «Потерянный горизонт» (1937), эпопея «Унесённые ветром» (1939), вестерн «Дилижанс» (1939, Оскар за лучшую роль второго плана), историческая драма «Горбун из Нотр-Дама» (1936), семейная фэнтези-мелодрама «Эта замечательная жизнь» (1939) и вестерн «Ровно в полдень» (1952)
.

## Оценка критики
После выхода на экраны фильм получил положительный отзыв от Босли Кроутера в «Нью-Йорк таймс», который назвал его «привлекательным, возбуждающим триллером» и «страшной историей с мягкими психологическими обертонами, которая искусно произведена и поставлена». «Variety» отметил, что «фильм начинается как исследование характеров, где сама история вторична по отношению к создаваемым психологическим образам, что поднимает его над средним уровнем. Но где-то посередине пути (психологическая составляющая) отходит на второй план». «TimeOut» охарактеризовал картину как «триллер на тему „женщина в опасности“ с Оберон, осиротевшей и получившей нервную травму,… в кругу родственников, живущих в Луизиане (естественно, в старом мрачном доме), которые плетут заговор, чтобы объявить её безумной и завладеть её состоянием». А Крейг Батлер из Allmovie охарактеризовал картину как «не более чем сносный саспенс-фильм, который доставит массу удовольствия поклонникам триллеров в стиле Альфреда Хичкока». Гленн Хит назвал фильм «непростым гибридом жанров категории В, сменяющих друг друга в зависимости от ситуации», отметив, что он представляет собой «галлюциногенную головоломку в глубине луизианских болот в 1940-е годы, которая становится идеальным рассадником нуаровых теней и обманчивой игры слов». Отметив «несколько поверхностный характер любовной истории, которая выглядит слегка натянутой», Хит считает фильм «верным своему мистически мрачному настроению, выступая как дальний родственник „Я гуляла с зомби“ Жака Турнера». Хит подчёркивает также, что фильм затрагивает такие темы, как «психическое саморазрушение», развивающееся под воздействием как внутренних, так и внешних факторов, а также «вопросы расового неравенства». Однако в целом, по его мнению, в этом фильме «атмосфера господствует над содержанием».
Касаясь слабых сторон фильма, Крейг Батлер отмечает, что «как это очень часто бывает, проблемы связаны со сценарием, который построен на элементах, которые уже были видены слишком часто и до, и после этого фильма. С завязкой, напоминающей „Газовый свет“, сюжету нужно больше изобретательности, репликам — больше резкости и/или глубины, а персонажам — больше оригинальности, чтобы „Воды“ могли как-то выделиться». «TimeOut» также критически оценил сценарий, назвав его «шатким».
Многие критики обратили внимание на выбор места действия картины, в частности, Кроутер написал: «Сырые, заросшие и неприступные районы байу Луизианы всегда служили отличным местом действия для мелодрам. Тяжелая, нависающая растительность, обволакивающее чувство сводящей с ума жары и тишина являются идеальными спутниками тайн и применения силы на экране». Батлер также отмечает, что фильм «выигрывает за счёт места действия, байу в Луизиане», продолжая: «Режиссёр Андре Де Тот, его художники и операторы смогли использовать мрачное, опасное место действия (хотя съёмки, естественно, проводились не на натуре), чтобы обеспечить уровень тревоги и саспенса, который пытается достичь сценарий, но которого очень часто ему не хватает».
Большинство критиков дало достаточно высокую оценку работе режиссёра и его команды. Кроутер написал, что «Андре Де Тот умело смог перенести на экран таинственность настроения и холодный саспенс, а Бенедикт Богос спродюсировал картину на уровне категории А, хотя по содержанию она соответствует более низкобюджетной продукции». «Variety» также отметил «грамотную режиссуру Де Тота, обеспечивающую картине занимательность». «TimeOut» написал, что «безупречная совместная работа Де Тота и оператора Джона Месколла (освещение которого наполняет окружающие дом болотистые края байу волшебно-зловещей тайной) превращают шлак в чудесный мрачный срез южной готики». Батлер также высоко оценивает режиссёрскую работу, написав, что «Де Тот — в отличной форме; если он и не достигает такого уровня мастерства в работе с материалом, как Хичкок, он всё-таки вносит свой стиль в произведение и придаёт ему характер». Хит подчёркивает, что слишком хорошо известная по другим триллерам сюжетная линия удачно компенсируется звуком, образами и операторской работой, которые обеспечивают значительную часть напряжённости в картине
Большинство критиков высоко оценило актёрскую игру. «Variety» написал, что «сильный актёрский состав играет великолепно на протяжении всей картины», Кроутер также посчитал, что фильм «хорошо сыгран великолепным актёрским составом», добавив далее: «В роли запуганной мягкой женщины, Мерл Оберон — надлежащим образом растеряна, а Томас Митчелл — обманчиво любезен и обходителен в роли злодея. Фэй Бейнтер и тихий Джон Куолен вызывают беспокойство в ролях тёти и дяди, а Элиша Кук-младший — болезненно завораживает в роли каджунского смотрителя. Франшо Тоун непринуждён и уверен в себе в качестве молодого доктора, который помогает мисс Оберон (выбраться из беды) в этой нездоровой атмосфере». А «Variety» отмечает, что «Мерл Оберон создаёт один из самых лучших портретов в своей карьере в роли молодой наследницы, одолеваемой психологическими неврозами… У Томаса Митчелла в качестве человека, намеренного довести наследницу до сумасшедшего дома и завладеть её богатствами, есть несколько слабых линий, которые можно легко опустить, после чего он переходит к содержательной и глубокой игре. Изображение Франшо Тоуном доктора из страны байу, который влюбляется в Оберон, прямое и честное, но не слишком весомое». С другой стороны, «TimeOut» называет Оберон «утомительно трепетной». Батлер также считает, что «исполнители главных ролей могли бы быть бы более увлекательными и обворожительными, чем Мерл Оберон и Франшо Тоун, они оба вполне адекватны, но не более того. Де Тоту значительно лучше удалась работа с актёрами второго плана, особенно с Томасом Митчеллом, который довольно убедителен в меняющей по ходу действия свой характер роли».